# 51 (tal)
51 (femtioett) är det naturliga talet som följer 50 och som följs av 52.
- Hexadecimala talsystemet: 33
- Binärt: 110011
- Delbarhet: 1, 3, 17, 51
- Summan av delarna: 72

## Inom matematiken
- 51 är ett udda tal.
- 51 är ett semiprimtal
- 51 är ett extraordinärt tal.
- 51 är ett kvadratfritt tal.
- 51 är ett pentagontal.
- 51 är ett oktodekagontal.
- 51 är ett centrerat pentagontal.
- 51 är ett aritmetiskt tal.
- 51 är ett Størmertal.
- 51 är ett Perrintal.
- 51 är det sjätte Motzkintalet.
- 51 är ett palindromtal i det binära talsystemet.
- 51 är ett palindromtal i det kvarternära talsystemet.

## Inom vetenskapen
- Antimon, atomnummer 51
- 51 Nemausa, en asteroid
- Messier 51, galax i Jakthundarna, Messiers katalog